# The Singles (album d'Edguy)
Pour les articles homonymes, voir The Singles.
The Singles est un album de compilation du groupe de power metal allemand Edguy sorti le 17 novembre 2008. Cet album contient toutes les chansons des singles et EP King of fools (chansons 10 à 14), Lavatory love machine (chansons 7 à 9) et Superheroes (chansons 1 à 6), à l'exception de la chanson "Rech out" de Lavatory love machine. L'album a été publié le 17 novembre 2008.

## Personnel des chansons
- Tobias Sammet - chant
- Tobias « Eggi » Exxel - guitare basse
- Jens Ludwig - guitare
- Dirk Sauer - guitare
- Felix Bohnke - batterie et percussions
- Michael Kiske - chant sur « Judas At The Opera »

## Liste des chansons
1. Superheroes - 3:20
2. Spooks In The Attic - 4:04
3. Blessing In Disguise - 4:19
4. Judas At The Opera (avec Michael Kiske) - 7:21
5. The Spirit (reprise de Magnum (groupe)) - 3:52
6. Superheroes (version épique) - 3:09
7. Lavatory Love Machine - 4:24
8. Lavatory Love Machine (version acoustique) - 4:36
9. I'll Cry for You (repriose acoustique de Europe (groupe)) - 3:45
10. King of Fools (version single) - 3:35
11. New Age Messiah - 6:00
12. The Savage Union - 4:15
13. Holy Water - 4:17
14. Life and Times of a Bonus Track - 3:23